# Steve Tsujiura
Steven Ken Tsujiura (辻占スティーブンケン; Coaldale, 28 febbraio 1962) è un allenatore di hockey su ghiaccio ed ex hockeista su ghiaccio canadese naturalizzato giapponese.

## Carriera

### Club
Steve Tsujiura, nato in Canada da genitori giapponesi, crebbe nella Western Hockey League con le maglie dei Medicine Hat Tigers e dei Calgary Wranglers. Nel corso delle cinque stagioni giocate in WHL fu eletto nel 1981 come giocatore dell'anno, per poi essere scelto al Draft NHL di quell'anno dai Philadelphia Flyers al decimo giro.
Divenuto professionista andò a giocare nella American Hockey League nelle squadre affiliate dei Flyers, dei New Jersey Devils e dei Boston Bruins. Si mise in mostra soprattutto con i Maine Mariners vincendo nella stagione 1985-86 il Fred T. Hunt Memorial Award, premio assegnato al giocatore che dimostra maggiore sportività e dedizione verso il gioco.
Nel 1989 si trasferì in Europa, giocando in Italia nel Gardena. Nella primavera del 1990 rafforzò la rosa del Lugano impegnato nei playoff della Lega Nazionale A, contribuendo alla conquista del titolo nazionale. Concluse la carriera nel 1998 andando a giocare nel campionato giapponese.

### Nazionale
Nel 1997 Tsujiura ricevette ufficialmente la cittadinanza giapponese, potendo così entrare a far parte della nazionale nipponica. L'anno successivo prese parte al torneo olimpico in occasione dei giochi organizzati proprio in Giappone a Nagano.

### Allenatore
Al termine della carriera da giocatore Tsujiura diventò il nuovo allenatore della nazionale giapponese, ruolo che ricoprì fino al 2002 partecipando a quattro mondiali di Gruppo A. Nella stagione 2000-01 fu anche vice allenatore dei Portland Pirates, squadra della AHL. Dopo il ritiro si stabilì a Portland.

## Palmarès

### Club
- Campionato svizzero: 1

Lugano: 1989-1990
- Campionato giapponese: 1

Kokudo: 1994-1995

### Individuale
- Fred T. Hunt Memorial Award: 1

1985-1986
- WHL Player of the Year: 1

1980-1981
- WHL Second All-Star Team: 1

1980-1981